# Sveriges 12:a
Sveriges 12:a var en musiktävling med Eurovision-tema, producerad av Sveriges Television (SVT). Programmet är tänkt att, parallellt med Eurovision: Europe Shine a Light, ersätta Eurovision Song Contest 2020, som planerades att hållas i Rotterdam, Nederländerna, men som ställdes in på grund av coronaviruspandemin. Sveriges 12:a sändes i Sverige.
Tävlingen bestod av en semifinal den 9 maj 2020 och en final den 14 maj 2020. Programledare var David Sundin, som ledde Melodifestivalen 2020, och Christer Björkman, producent för Melodifestivalen. Finalprogrammet den 14 maj leddes av Sarah Dawn Finer och Björkman. Båda programmen sändes live på SVT1 och på streaming-plattformen SVT Play.

## Tävlande bidrag

### Kvalificeringsomgången
Kvalificeringsomgången, kallad Inför ESC på TV-tablån, var en förinspelad program som sändes lördagen den 9 maj från 21:00 till 22:30 med David Sundin och Christer Björkman som programledare. I programmet visades klipp från alla bidrag som skulle ha tävlat i Eurovision Song Contest 2020. Samtidigt som klippen visades fick tittarna se inbjudna gäster, två och två i separata grupper, som lyssnade igenom låtarna och gav deras tankar, analyseringar och kritik om varje låt. De inbjudna gästerna var Baxter Renman, Tim Knapp-Johnson, Katrin Sundberg, Fredrik af Klercker, Linda Bengtzing, Ace Wilder, Titti Schultz, Farao Groth, Sven Hallberg, Daniel Hallberg, Parisa Amiri och Johanna Nordström.
Röstningen gick ut på att använda Melodifestivalens mobilapplikation där tittarna kunde rösta upp till 5 gånger på samtliga bidrag. Första röstningsomgången startade tisdagen den 5 maj och pågick fram till fredagen den 8 maj 20:00. Den andra röstningsomgången startade lördagen den 9 maj 21:00, samtidigt som Inför ESC började sändas, och pågick fram till söndagen den 10 maj 22:00, vilket gjorde att tittarna kunde ge ett bidrag högst 10 röster om man gav bidraget 5 röster under båda omgångarna. Tittarna kunde inte rösta på Sveriges bidrag, som exkluderades ifrån tävlingen. För att det skulle efterlikna den riktiga Eurovision Song Contest så mycket som möjligt var länderna som ingick i Big Five samt värdlandet redan direktkvalificerade till final. 9 av de bidragen som skulle ha tävlat i Semifinal 1 och 10 av de bidragen som skulle ha tävlat i Semifinal 2 röstades fram till finalen. Resultatet presenterades på måndagen dagen efter.
| Nr | Land           | Artist              | Bidrag                | Språk                                    | Kval        | Anmärkning |
| -- | -------------- | ------------------- | --------------------- | ---------------------------------------- | ----------- | ---------- |
| 1  | Albanien       | Arilena Ara         | "Fall from the Sky"   | Engelska                                 | Semifinal 2 | Utslagen   |
| 2  | Armenien       | Athena Manoukian    | "Chains on You"       | Engelska                                 | Semifinal 2 | Utslagen   |
| 3  | Australien     | Montaigne           | "Don't Break Me"      | Engelska                                 | Semifinal 1 | Till Final |
| 4  | Azerbajdzjan   | Efendi              | "Cleopatra"           | Engelska                                 | Semifinal 1 | Till Final |
| 5  | Belgien        | Hooverphonic        | "Release Me"          | Engelska                                 | Semifinal 1 | Till Final |
| 6  | Bulgarien      | Victoria            | "Tears Getting Sober" | Engelska                                 | Semifinal 2 | Till Final |
| 7  | Cypern         | Sandro              | "Running"             | Engelska                                 | Semifinal 1 | Utslagen   |
| 8  | Danmark        | Ben & Tan           | "Yes"                 | Engelska                                 | Semifinal 2 | Till Final |
| 9  | Estland        | Uku Suviste         | "What Love Is"        | Engelska                                 | Semifinal 2 | Till Final |
| 10 | Finland        | Aksel Kankaanranta  | "Looking Back"        | Engelska                                 | Semifinal 2 | Till Final |
| 11 | Frankrike      | Tom Leeb            | "The Best in Me"      | Engelska, franska                        | Big Five    | Till Final |
| 12 | Georgien       | Tornike Kipiani     | "Take Me As I Am"     | Engelska                                 | Semifinal 2 | Till Final |
| 13 | Grekland       | Stefania            | "Superg!rl"           | Engelska                                 | Semifinal 2 | Till Final |
| 14 | Irland         | Lesley Roy          | "Story of My Life"    | Engelska                                 | Semifinal 1 | Till Final |
| 15 | Island         | Daði og Gagnamagnið | "Think About Things"  | Engelska                                 | Semifinal 2 | Till Final |
| 16 | Israel         | Eden Alene          | "Feker Libi"          | Engelska, amhariska, arabiska, hebreiska | Semifinal 1 | Till Final |
| 17 | Italien        | Diodato             | "Fai rumore"          | Italienska                               | Big Five    | Till Final |
| 18 | Kroatien       | Damir Kedžo         | "Divlji vjetre"       | Kroatiska                                | Semifinal 1 | Utslagen   |
| 19 | Lettland       | Samanta Tīna        | "Still Breathing"     | Engelska                                 | Semifinal 2 | Utslagen   |
| 20 | Litauen        | The Roop            | "On Fire"             | Engelska                                 | Semifinal 1 | Till Final |
| 21 | Malta          | Destiny Chukunyere  | "All of My Love"      | Engelska                                 | Semifinal 1 | Till Final |
| 22 | Moldavien      | Natalia Gordienco   | "Prison"              | Engelska                                 | Semifinal 2 | Utslagen   |
| 23 | Nederländerna  | Jeangu Macrooy      | "Grow"                | Engelska                                 | Värdland    | Till Final |
| 24 | Nordmakedonien | Vasil               | "You"                 | Engelska                                 | Semifinal 1 | Utslagen   |
| 25 | Norge          | Ulrikke             | "Attention"           | Engelska                                 | Semifinal 1 | Till Final |
| 26 | Polen          | Alicja Szemplińska  | "Empires"             | Engelska                                 | Semifinal 2 | Till Final |
| 27 | Portugal       | Elisa               | "Medo de sentir"      | Portugisiska                             | Semifinal 2 | Utslagen   |
| 28 | Rumänien       | Roxen               | "Alcohol You"         | Engelska                                 | Semifinal 1 | Utslagen   |
| 29 | Ryssland       | Little Big          | "Uno"                 | Engelska, spanska                        | Semifinal 1 | Till Final |
| 30 | San Marino     | Senhit              | "Freaky!"             | Engelska                                 | Semifinal 2 | Utslagen   |
| 31 | Schweiz        | Gjon's Tears        | "Répondez-moi"        | Franska                                  | Semifinal 2 | Till Final |
| 32 | Serbien        | Hurricane           | "Hasta La Vista"      | Serbiska                                 | Semifinal 2 | Utslagen   |
| 33 | Slovenien      | Ana Soklič          | "Voda"                | Slovenska                                | Semifinal 1 | Utslagen   |
| 34 | Spanien        | Blas Cantó          | "Universo"            | Spanska                                  | Big Five    | Till Final |
| 35 | Storbritannien | James Newman        | "My Last Breath"      | Engelska                                 | Big Five    | Till Final |
| 36 | Tjeckien       | Benny Cristo        | "Kemama"              | Engelska                                 | Semifinal 2 | Utslagen   |
| 37 | Tyskland       | Ben Dolic           | "Violent Thing"       | Engelska                                 | Big Five    | Till Final |
| 38 | Ukraina        | Go_A                | "Solovey"             | Ukrainska                                | Semifinal 1 | Utslagen   |
| 39 | Vitryssland    | VAL                 | "Da vidna"            | Vitryska                                 | Semifinal 1 | Utslagen   |
| 40 | Österrike      | Vincent Bueno       | "Alive"               | Engelska                                 | Semifinal 2 | Till Final |

### Final
Finalen ägde rum torsdagen den 14 maj 21:00. Den slutgiltiga omröstningen började samtidigt som finalen började sändas och avslutades 23:00 under programmet. Under omröstningen kunde tittarna rösta upp till 5 gånger på samtliga bidrag.
De 25 finalisterna var:
- "The Big Five": Frankrike, Italien, Spanien, Storbritannien och Tyskland.
- Värdlandet Nederländerna.
- De nio länder som skulle ha tävlat i Semifinal 1 som fått högst totalpoäng.
- De tio länder som skulle ha tävlat i Semifinal 2 som fått högst totalpoäng.

| Nr | Land           | Artist              | Bidrag                | Språk                                    | Jury- och applikationsröster | Jury- och applikationsröster | Jury- och applikationsröster | Placering |
| Nr | Land           | Artist              | Bidrag                | Språk                                    | Jury                         | Tittare                      | Totalt                       | Placering |
| -- | -------------- | ------------------- | --------------------- | ---------------------------------------- | ---------------------------- | ---------------------------- | ---------------------------- | --------- |
| 1  | Azerbajdzjan   | Efendi              | "Cleopatra"           | Engelska                                 | -                            | -                            | 0                            | 15-25     |
| 2  | Storbritannien | James Newman        | "My Last Breath"      | Engelska                                 | 6                            | 2                            | 8                            | 6         |
| 3  | Danmark        | Ben & Tan           | "Yes"                 | Engelska                                 | -                            | 6                            | 6                            | 8         |
| 4  | Estland        | Uku Suviste         | "What Love Is"        | Engelska                                 | -                            | -                            | 0                            | 15-25     |
| 5  | Australien     | Montaigne           | "Don't Break Me"      | Engelska                                 | 3                            | -                            | 3                            | 13        |
| 6  | Litauen        | The Roop            | "On Fire"             | Engelska                                 | 1                            | 8                            | 9                            | 4         |
| 7  | Nederländerna  | Jeangu Macrooy      | "Grow"                | Engelska                                 | -                            | -                            | 0                            | 15-25     |
| 8  | Spanien        | Blas Cantó          | "Universo"            | Spanska                                  | -                            | -                            | 0                            | 15-25     |
| 9  | Polen          | Alicja Szemplińska  | "Empires"             | Engelska                                 | -                            | -                            | 0                            | 15-25     |
| 10 | Tyskland       | Ben Dolic           | "Violent Thing"       | Engelska                                 | -                            | 4                            | 4                            | 11        |
| 11 | Belgien        | Hooverphonic        | "Release Me"          | Engelska                                 | 4                            | -                            | 4                            | 11        |
| 12 | Island         | Daði og Gagnamagnið | "Think About Things"  | Engelska                                 | 12                           | 12                           | 24                           | 1         |
| 13 | Norge          | Ulrikke             | "Attention"           | Engelska                                 | -                            | -                            | 0                            | 15-25     |
| 14 | Irland         | Lesley Roy          | "Story of My Life"    | Engelska                                 | -                            | 1                            | 1                            | 14        |
| 15 | Frankrike      | Tom Leeb            | "The Best in Me"      | Engelska, Franska                        | -                            | 5                            | 5                            | 9         |
| 16 | Malta          | Destiny Chukunyere  | "All of My Love"      | Engelska                                 | 10                           | 10                           | 20                           | 2         |
| 17 | Finland        | Aksel Kankaanranta  | "Looking Back"        | Engelska                                 | -                            | -                            | 0                            | 15-25     |
| 18 | Bulgarien      | Victoria            | "Tears Getting Sober" | Engelska                                 | 8                            | -                            | 8                            | 6         |
| 19 | Georgien       | Tornike Kipiani     | "Take Me As I Am"     | Engelska                                 | -                            | -                            | 0                            | 15-25     |
| 20 | Grekland       | Stefania            | "Superg!rl"           | Engelska                                 | -                            | -                            | 0                            | 15-25     |
| 21 | Schweiz        | Gjon's Tears        | "Répondez-moi"        | Franska                                  | 7                            | 3                            | 10                           | 3         |
| 22 | Österrike      | Vincent Bueno       | "Alive"               | Engelska                                 | -                            | -                            | 0                            | 15-25     |
| 23 | Israel         | Eden Alene          | "Feker Libi"          | Engelska, Amhariska, Arabiska, Hebreiska | -                            | -                            | 0                            | 15-25     |
| 24 | Italien        | Diodato             | "Fai rumore"          | Italienska                               | 5                            | -                            | 5                            | 9         |
| 25 | Ryssland       | Little Big          | "Uno"                 | Engelska, Spanska                        | 2                            | 7                            | 9                            | 4         |

- Jury: Dotter, Lina Hedlund, Fredrik Kempe, Charlotte Perrelli och Eric Saade
- Applikationsröster: 1 461 000 röster

## Kritik
Kvalificeringsomgången Inför ESC möttes av negativa reaktioner av TV-tittare på sociala medier, vilket riktades mot att SVT inte spelade upp låtarna i helhet, men mest för användningen av inbjudna gäster som kommenterade låtarna framför skärmen. Många klagade på att det inte gick att höra låtarna fullständigt, något som projektledaren Anders G Carlsson motsatte sig i. Han menade att det visst gick att höra låtarna i bakgrunden.